# Sanejament urbà

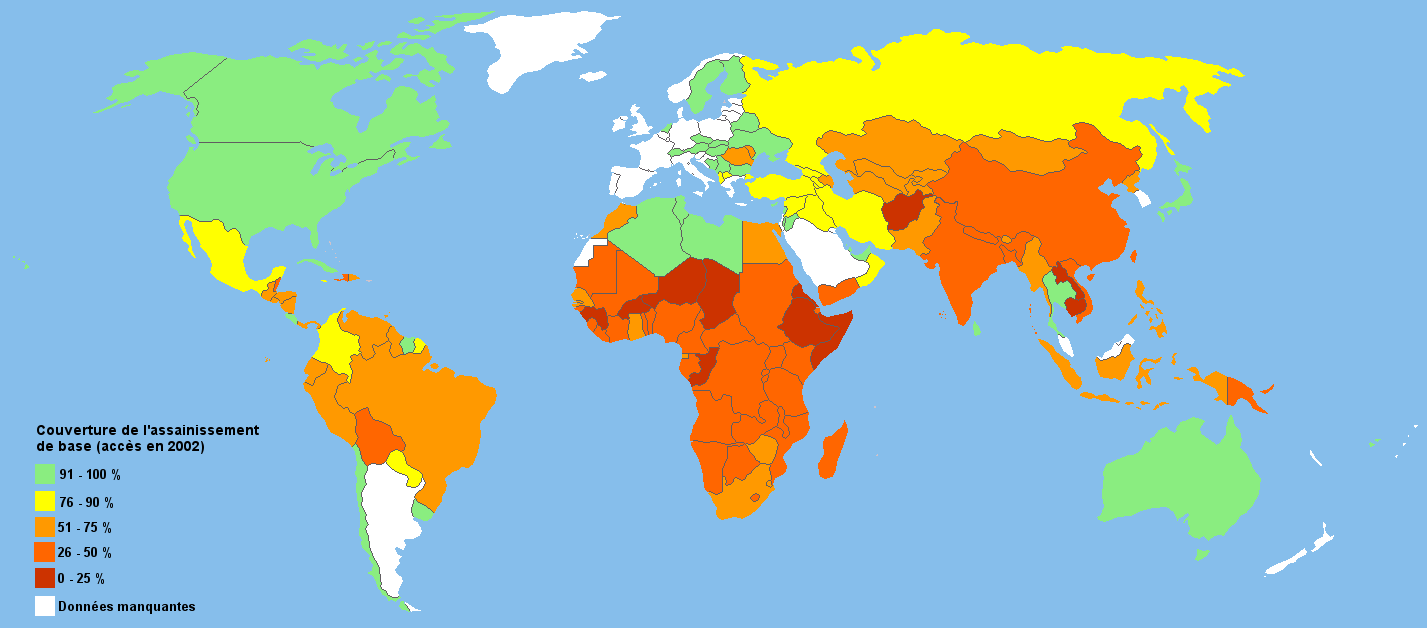
Proporció de zones urbanitzades amb clavegueram bàsic al món. Situació a l'any 2002

El sanejament urbà inclou les obres o instal·lacions que tenen per objectiu dotar una població d'aigua potable, allunyar les aigües negres i facilitar l'evacuació de les aigües pluvials. El medi ambient té influència decisiva sobre el benestar i la salut de la població. El sanejament del medi ambient de les grans ciutats, és a dir, el del mitjà urbà on resideix l'home contemporani, és motiu de l'estudi de les instal·lacions sanitàries. Afronta també la protecció del medi ambient:
- de l'aire per les emanacions de gasos tòxics, olors, pols i fums;
- dels cursos d'aigua i altres fonts d'aprovisionament, per descàrregues de líquids domiciliaris i industrials de naturalesa contaminant.

Els beneficis derivats de les obres de sanejament, efectuades a cada país, estan registrats estadísticament mitjançant un notable descens de la taxa de mortalitat amb l'habilitació dels serveis d'aigua potable i les clavegueres.
Si bé la més elemental necessitat d'una població en l'actualitat és la provisió d'aigua potable, també té gran importància l'evacuació dels residus domèstics. L'eliminació d'aquests residus determina, a la llarga, la necessitat de prendre mesures per evitar la contaminació dels cursos on s'aboquen aquests residus.
La importància del sanejament urbà fa que estigui entre les prioritats de l'ONU, concretament ocupa l'Objectiu de Desenvolupament Sostenible 6 per millorar la qualitat de vida de la població.

## Definicions

Instal·lacions de sanejament millorades urbanes davant d'instal·lacions de sanejament millorades rurals, 2015.

Hi ha algunes variacions en l'ús del terme "sanejament" entre països i organitzacions. L'Organització Mundial de la Salut defineix el terme "sanejament" de la següent manera:
| « | El sanejament es refereix generalment a la provisió d'instal·lacions i serveis per a l'eliminació segura de l'orina i la femta humana. La paraula 'sanejament' també fa referència al manteniment de les condicions higièniques, mitjançant serveis com la recollida d'escombraries i l'eliminació d'aigües residuals. | » |

El sanejament inclou aquests quatre sistemes tècnics i no tècnics: Sistemes de gestió d'excretes, sistemes de gestió d'aigües residuals (aquí s'hi inclouen les plantes de tractament d'aigües residuals), sistemes de gestió de residus sòlids, així com el drenatge d'aigües pluvials. No obstant això, molts al sector aigua, sanejament i higiene només inclouen la gestió d'excrements en la seva definició de sanejament.
Un altre exemple del que s'inclou en sanejament es troba al manual d'Esfera sobre la "Carta Humanitària i Normes Mínimes de Resposta Humanitària", que descriu les normes mínimes en quatre "sectors clau de resposta" en situacions de resposta humanitària. Un d'ells és "Proveïment d'aigua, sanejament i promoció de la higiene" (WASH) i inclou les àrees següents: Promoció de la higiene, abastament d'aigua, gestió d'excrements, control de vectors, gestió de residus sòlids i WASH a brots de malalties i atenció sanitària.:91
La promoció de la higiene és vista per molts com una part integral del sanejament. El «Consell de Col·laboració per a l'Abastament d'Aigua i Sanejament» defineix el sanejament com a "La recollida, el transport, el tractament i l'eliminació o reutilització d'excretes humanes, les aigües residuals domèstiques i els residus sòlids, així com la promoció de la higiene associada".
Tot i que el sanejament inclou el tractament d'aigües residuals, els dos termes s'utilitzen sovint junts com a "sanejament i gestió d'aigües residuals".
Una altra definició apareix al manual d'orientació del DFID (Regne Unit) sobre programes d'abastament d'aigua i sanejament de 1998:
| « | A efectes d'aquest manual, la paraula 'sanejament' es refereix únicament a la gestió segura dels excrements humans. Per tant, inclou tant el maquinari (per exemple, latrines i clavegueres) com el programari (regulació, promoció de la higiene) necessaris per reduir la transmissió de malalties fecals-orals. També inclou la reutilització i eliminació final dels excrements humans. El terme sanejament ambiental es fa servir per abastar el concepte més ampli de control de tots els factors de l'entorn físic que poden tenir efectes perjudicials sobre la salut i el benestar humans. Als països en desenvolupament, normalment inclou el drenatge, la gestió de residus sòlids i el control de vectors, a més de les activitats cobertes per la definició de sanejament. | » |

El sanejament pot incloure el sanejament personal i la higiene pública. El treball de sanejament personal pot incloure la manipulació de deixalles higiene femenina, la neteja de vàters domèstics i la gestió d'escombraries domèstiques. El treball de sanejament públic pot incloure la recol·lecció, transferència i tractament d'escombraries gestió de residus sòlids municipals, la neteja de desguassos, carrers, escoles, trens, espais públics, banys comunitaris i banys públics, col·lectors, operació de plantes de tractament d'aigües residuals, etc.:4

## Història
Els antecedents històrics de l'evacuació de les aigües residuals de les grans poblacions data de molt antic, per exemple: a l'antiga ciutat Índia de Mohenjo-Daro es va construir un complex sistema de sanejament urbà que s'estima va existir entre els anys 2154 i 1864 aC (Morris, 1979), on esmenta «…l'alta qualitat de les instal·lacions sanitàries de Mohenjo-Daro podria ser l'enveja a moltes parts del món actual. Són reflex d'un considerable nivell de vida associat a una supervisió comunal evidentment gelosa de les seves funcions. Les cases de vegades tenien un lavabo en planta baixa o en la planta pis, proveït dels corresponents desguassos i baixants, que al seu torn desembocaven als claveguerons principals…», a més, s'estima que la ciutat tenia prop de 35.000 habitants. També hi ha obres d'aquest tipus a Bagdad i a Egipte.
El món clàssic grecollatí també va comptar amb clavegueres. Les més importants són les grans conduccions de la Cloaca Maxima que encara es conserven en funcionament a la ciutat de Roma i daten del 340 aC, però se n'han trobat restes a Creta, Atenes i les colònies d'Àsia menor. Els romans exportaren el seu sistema de sanejament a les principals ciutats que van fundar o conquerir, i per això es troben mostres des d'Hispania a Britannia. Pel que fa al subministrament d'aigua, la xarxa d'aqüeductes en garantia un accés generalitzat.
La importància que va tenir l'aigua al món musulmà (ablucions per a la pregària, refrescar patis, higiene abans de les trobades…) va provocar que perfeccionessin el sistema de sanejament i que fonts, canonades i clavegueres es coordinessin a les urbs califals. Al-Karají fins i tot hi va dedicar un tractat monogràfic on analitzava els diferents sistemes de transport i la qualitat de l'aigua amb indicadors diversos.
Per contra, l'Europa medieval va patir un retrocés i, malgrat el manteniment de banys públics a les capitals, els sistemes d'evacuació van quedar sovint desatesos o superats pels canvis demogràfics. Per això les aigües brutes corrien pels costats dels carrers (el paviment dels quals va ser de vegades elevat o encorbat per als vianants) o es llançaven en forats prop dels domicilis. Aquesta situació va perdurar fins a la Revolució Industrial i en alguns indrets fins a finals del segle xix, amb les conseqüències de grans epidèmies. De nou, el 1805 es construí la primera Cloaca Maxima a Nova York; el 1833 la de París; el 1848 la de Londres i el 1874 a 1905 el sistema de clavegueres de Buenos Aires, per citar-ne alguns. No va descendir igual el nivell d'accés a l'aigua potable, ja que l'excavació de nous pous permetia poder beure aigua neta.
Posteriorment, es van implantar sistemes de depuració a les clavegueres per no contaminar mars i llacs, però la seva extensió ha estat històricament molt irregular. L'aigua corrent no està tampoc instal·lada universalment, sobretot a entorns rurals. Es calcula que 785 milions de persones no poden encara accedir de manera regular a aigua potable neta per a beure, netejar-se o usar-la a casa i conreus.

## Classificació
Per això, d'acord amb la naturalesa les obres sanitàries es classifiquen en tres grups principals:
- de provisió d'aigua potable: obres de recollida o captació; establiments de potabilització; dipòsits de reserva; dipòsits de distribució; canonades mestres; xarxes de distribució.
- de desguassos: xarxes col·lectores; clavegueres màximes; instal·lacions de bombatge; establiments de depuració.
- de desguàs pluvial: boques de tempesta; conductes pluvials o pluvioductes.

## Característiques en zones urbanes i rurals
Atenent la diferenciació de les característiques resulta necessari aclarir el concepte sobre xarxes exteriors de distribució d'aigua, de clavegueram i desguassos.
A les zones urbanes l'abastament d'aigua potable i els desguassos d'aigües residuals i pluvials, es brinden per xarxes que s'ubiquen a la via pública, consistents en canalitzacions ubicades sota el nivell de calçades i voreres. Aquestes canalitzacions constitueixen el que es coneix com a xarxes exteriors de distribució d'aigua corrent, desguassos d'aigües residuals i de clavegueram, respectivament.
L'aigua corrent se subministra a la xarxa de distribució per mitjà de tancs elevats que actuen de reserva i alhora fan de reguladors de pressió; també per bombatge directe des de cisternes o dipòsits subterranis d'emmagatzemament.
L'evacuació dels líquids sobrants o residuals, a les zones urbanitzades es resol amb xarxes col·lectores, que s'enllacen a canonades de major diàmetre que descarreguen a les clavegueres denominades màximes, o grans emissaris, que condueixen aquests líquids lluny dels poblats a llocs apropiats d'abocament o a les plantes de tractament o depuració.
Anteriorment, els líquids pluvials s'eliminaven en forma conjunta amb les aigües residuals (sistema unitari). En l'actualitat se segueix la pràctica d'efectuar-lo separadament mitjançant una xarxa independent de clavegueram (sistema separatiu).
Les aigües de pluja circulen pel voral de les calçades o paviments fins als claveguerons o boques de tempesta, que es connecten als conductes pluvials o pluvioductes, que corren sota el nivell d'aquells i constitueixen el seu curs de desguàs cap als rierols, canals o rius.
En zones rurals i en algunes de suburbanes no es disposa dels serveis esmentats. L'aprovisionament d'aigua es resol, generalment, mitjançant perforacions especials a terra fins a assolir estrats aqüífers. La primera napa o napa freàtica comunament es descarta, per ser freqüent la seva contaminació, utilitzant-se altres de més profundes, anomenades semiemergents, que generalment resulten bacteriològicament aptes per al consum.
On no és possible obtenir aigua subterrània, es fa servir l'aigua superficial de rius, rierols i llacs, en la mesura que resultin aptes per al consum, ja que de no ser així haurien de ser potabilitzades mitjançant procediments adequats. En altres casos s'empra l'aigua de pluges, emprant el primitiu procediment d'emmagatzemar-la en recipients, coneguts com a aljubs o en cisternes.
D'altra banda, l'eliminació de les aigües negres es resol per mitjà de sistemes depuratius especials com per exemple: pous absorbents, amb la interposició, o sense, de cambres sèptiques, rases depuradores, Tancs Imhoff (cambres digestores), sistemes de percolat, «piletes» d'estabilització, entre molts altres sistemes.

## Sanejament bàsic al món
Dels 2.500 milions de persones a tot el món que no tenen accés a condicions adequades de sanejament, més d'un terç viu a l'Índia. Gairebé el 69 % de la població d'aquest país practica la defecació a l'aire i, d'acord amb estimacions, al voltant de 212.000 nens menors de cinc anys moren anualment a causa de diarrea.
Una revisió de 42 estudis quantitatius, desenvolupats la majoria a països d'Àsia meridional i Àfrica subsahariana, va determinar que les intervencions comunitàries que inclouen iniciatives de sanejament poden fomentar l'ús del sabó i la latrina, l'eliminació correcta de la femta i l'erradicació progressiva de la defecació a l'aire lliure. Sembla que el màrqueting social, la divulgació d'informació per missatges i les intervencions basades en la teoria psicosocial són menys eficaces. També es va determinar que en la implementació d'aquests programes influeixen la participació de la comunitat, l'entusiasme dels seus líders i altres factors relacionats.